# Marian Jarosz (samorządowiec)
Marian Franciszek Jarosz (ur. 8 sierpnia 1946 w Łazach) – polski samorządowiec i menedżer, w latach 1984–1988 prezydent Jastrzębia-Zdroju, w latach 2002–2006 członek zarządu województwa śląskiego.

## Życiorys
Absolwent Wydziału Prawa i Administracji Uniwersytetu Śląskiego. Związał się zawodowo z Jastrzębiem-Zdrojem. Przez trzy lata pełnił funkcję dyrektora w tamtejszej Kopalni Węgla Kamiennego „Zofiówka” i kierował wydziałem w urzędzie miejskim. Zajmował również kierownicze stanowiska w spółkach prawa handlowego.
Zajmował stanowiska zastępcy prezydenta i następnie od 1984 do 1988 prezydenta Jastrzębia-Zdroju. Później związał się z Sojuszem Lewicy Demokratycznej. W 1998, 2002, 2006 i 2010 uzyskiwał mandat radnego sejmiku śląskiego. W 2002 kandydował na prezydenta Jastrzębia-Zdroju (przegrał w drugiej turze z Marianem Janeckim, uzyskując 38,65% głosów). Od 26 listopada 2002 do 27 listopada 2006 pozostawał członkiem zarządu województwa śląskiego, odpowiedzialnym m.in. za politykę gospodarczą, współpracę międzynarodową i planowanie przestrzenne.
W 2014 i 2018 bez powodzenia ubiegał się o ponowny wybór do sejmiku. Był także kandydatem SLD w wyborach parlamentarnych: w 2001, 2011 i 2015 kandydował do Sejmu, a w 2005 i 2007 – do Senatu w okręgu nr 29 (zajmował odpowiednio 6 i 4 miejsce). Powrócił do działalności biznesowej, został m.in. szefem rady nadzorczej Banku Spółdzielczego w Jastrzębiu-Zdroju.